# Ксаверівка (Білоцерківський район)
Ксаве́рівка (пол. Ksawerówka) — село у Гребінківській селищній громаді Білоцерківського району Київської області, розташоване на півдні від столиці України на відстані 51 кілометрів та 31 кілометрів від районного центру по автомагістралі Київ — Одеса і за 20 км від залізничної станції Устимівка.

## Назва
У минулому землі на яких нині розташоване село Ксаверівка належали старовинному польському роду Браницьких, зокрема Ксаверію Браніцькому чиє ім'я і носить донині село

## Місцеве самоврядування
Ксаверівська сільська рада складається з 16 депутатів і поширює свою дію на територію села Ксаверівка та Ксаверівка Друга. Сільський голова Скорук Григорій Степанович, Секретар — Коваленко Раїса Пилипівна. Приміщення сільради розташовано за адресою: 08660, Київська обл., Васильківський р-н, с. Ксаверівка, площа Центральний майдан 2

## Історія
У селі 1843 року коштом княгині Олександри Браницької було збудовано муровану церкву св. Катерини. Радянську «епоху» храм не пережив. На цьому місці сьогодні збудовано нову Свято-Катерининську церкву. Метричні книги, клірові відомості, сповідні розписи церкви св. Катерини с. Касверівка XVIII cт. - Білоцерківської округі Київського нам., з 1797 р. Васильківського пов. Київської губ.; ХІХ ст. - Ксаверівської волості Васильківського пов. Київської губ. зберігаються в ЦДІАК України. http://cdiak.archives.gov.ua/baza_geog_pok/church/ksav_001.xml [Архівовано 3 січня 2019 у Wayback Machine.]
8 листопада 1943 року 56-а гвардійська танкова бригада під командування підполковника Ф. М. Малика і 23-я окрема гвардійська мотострілецька бригада 7-го гвардійського танкового корпусу 3-ї танкової армії відвоювали Ксаверівку від німецько-нацистських загарбників. Але гітлерівці намагалися будь-що затримати радянські війська. Село ще кілька разів переходило із рук в руки, нарешті фронт стабілізувався на лінії: південно-західна частина Мар'янівки-південна частина Ксаверівки.15 листопада сюди прибула 167-а стрілецька дивізія 51-го стрілецького корпусу 40-ї армії і зайняла оборону. Нацисти укріпились у Вінницьких Ставах і Пінчуках, підступи до цих сіл замінували. Вороже угруповування налічувало 6500 солдат і офіцерів, мало 70 гармат,48 мінометів. Крім того, у цей район вони підтягли підкріплення із Бердичева і Попельні. Незважаючи на це, гітлерівці не змогли стримати натиск радянських військ. Розгром Білоцерківсько-Гребінківського угруповування розпочався 25 грудня 1943 року. Після 50-хвилинної артилерійської підготовки сталінські війська перейшли в наступ. Кровопролитні бої тривали 5 днів. Фронт був прорваний, і ворог відступив.

## Населення

### Мова
Розподіл населення за рідною мовою за даними перепису 2001 року:
| Мова            | Кількість | Відсоток |
| --------------- | --------- | -------- |
| українська      | 1247      | 97.27%   |
| російська       | 30        | 2.34%    |
| білоруська      | 2         | 0.16%    |
| інші/не вказали | 3         | 0.23%    |
| Усього          | 1282      | 100%     |

## Видатні люди
- Литвин Юрій Тимонович — український поет, письменник, журналіст і правозахисник
- Чумак Роман Мусійович  (1918 — між 1996 і 2006) — поет, перекладач і видавець.
- Коваленко Володимир Федорович — почесний громадянин Сюмсинського району Удмуртії